# Свідерський-Пономаревський Іван Єфимович
Свідерський-Пономаревський Іван Єфимович (24 червня 1869 — ?) — полковник Армії Української Держави.

## Життєпис
Закінчив гімназію, Чугуївське військове училище (у 1895 році), служив у 8-му стрілецькому полку. Брав участь у Російсько-японській війні, був контужений. Станом на 1 січня 1910 року — капітан, старший ад'ютант штабу 2-ї стрілецької бригади (Ченстохов). Останнє звання у російській армії — підполковник.
З 23 листопада 1917 року — начальник загального відділу Українського Генерального штабу. З 1 червня 1918 року — помічник начальника управи персонального складу Головного штабу Української Держави. За Гетьманату П. Скоропадського був підвищений до звання полковника.
Подальша доля невідома.